# Лютоцин
Лютоцин (пол. Lutocin) — село в Польщі, у гміні Лютоцин Журомінського повіту Мазовецького воєводства.
Населення — 814 осіб (2011).
У 1975-1998 роках село належало до Цехановського воєводства.

## Демографія
Демографічна структура станом на 31 березня 2011 року:
|          | Загалом | Допрацездатний вік | Працездатний вік | Постпрацездатний вік |
| -------- | ------- | ------------------ | ---------------- | -------------------- |
| Чоловіки | 412     | 93                 | 270              | 49                   |
| Жінки    | 402     | 72                 | 226              | 104                  |
| Разом    | 814     | 165                | 496              | 153                  |